# بازوی سپر–قنطورس

بازوهای کهکشان راه شیری

بازوی سپر-قنطورس یا بازوی سپر-چلیپا یکی از دو بازوی مارپیچی بزرگ کهکشان راه شیری است. بازوی برساووش بازوی مارپیچی بزرگ دیگر این کهکشان است. این بازو میان بازوی کمان و بازوی برساووش قرار دارد. این بازو نزدیک هستهٔ کهکشان است.